# Cantó d'Ambérieu-en-Bugey
El cantó d'Ambérieu-en-Bugey (en francés canton d'Ambérieu-en-Bugey) és una divisió administrativa francesa del departament de l'Ain, situat al districte de Belley. Té 18 municipis i el cap és Ambérieu-en-Bugey.

## Municipis

### 1790-2015
Antic cantó d'Ambérieu-en-Bugey
- L'Abergement-de-Varey
- Ambérieu-en-Bugey
- Ambronay
- Bettant
- Château-Gaillard
- Douvres
- Saint-Denis-en-Bugey
- Saint-Maurice-de-Rémens

### 2015-
- L'Abergement-de-Varey
- Ambérieu-en-Bugey
- Ambronay
- Ambutrix
- Arandas
- Argis
- Bettant
- Château-Gaillard
- Cleyzieu
- Conand
- Douvres
- Nivollet-Montgriffon
- Oncieu
- Saint-Denis-en-Bugey
- Saint-Maurice-de-Rémens
- Saint-Rambert-en-Bugey
- Torcieu
- Vaux-en-Bugey

## Demografia
| 1962                                            | 1968   | 1975   | 1982   | 1990   | 1999   | 2008   | 2012   |
| 11.673                                          | 13.131 | 14.164 | 15.634 | 17.339 | 18.997 | 21.438 | 29.334 |
| ----------------------------------------------- | ------ | ------ | ------ | ------ | ------ | ------ | ------ |
| A partir de 1990: Població sense dobles comptes |        |        |        |        |        |        |        |

## Consellers departamentals
| Data d'elecció                           | Identitat            | Partit                     | Qualitat |
| ---------------------------------------- | -------------------- | -------------------------- | -------- |
| 1945-1951                                | Roger Deléaz         | PCF                        |          |
| 1951-1958                                | Henri Bourbon        | PCF                        |          |
| 1958-1976                                | Léon Tournier-Billon | SFIO, després PS           |          |
| 1976-1982                                | Paul Combier         | PS                         |          |
| 1982-1994                                | Gérard Lora-Tonet    | PS                         |          |
| 1994-2001                                | Gilles Piralla       | RPR, després Divers droite |          |
| 2001-2015                                | Daniel Benassy       | Divers gauche              |          |
| les dades anteriors no són pas conegudes |                      |                            |          |
|                                          |                      |                            |          |

| Data d'elecció | Identitat           | Partit | Qualitat |
| -------------- | ------------------- | ------ | -------- |
| 2015 -         | Sandrine Castellano | UDI    |          |
| 2015 -         | Christophe Fortin   | LR     |          |